# Hydra robusta
Hydra robusta is een hydroïdpoliep uit de familie Hydridae. De poliep komt uit het geslacht Hydra. Hydra robusta werd in 1947 voor het eerst wetenschappelijk beschreven door Itô. 